# What If (Dina Garipova)
What If is een single van de Russische zangeres Dina Garipova. Het was de Russische inzending voor het Eurovisiesongfestival 2013 in Malmö, Zweden. Het nummer is geschreven door Gabriel Alares, Joakim Björnberg en Leonid Gutkin. Garipova schopte het, in de halve finale, uiteindelijk tot de finale.

## Tracklist
Download
1. 'What If' - 3:04
2. 'What If' (Karaoke) - 3:05